# Delfino Madrigal Gil
Delfino Madrigal Gil (30 de septiembre de 1924; 28 de septiembre de 2016) fue un organista y compositor mexicano originario de Erongarícuaro (Michoacán). Su vida es el tema del documental de 2016 Por la orillita del río de María Yunnuén Martínez Tapia.

## Biografía
Delfino Madrigal fue hijo de Delfino Madrigal Aguilar, trombonista de la orquest local, y Josefa Gil Chávez y fue el menor de cuatro hermanos: Antonio, Manuel y Arturo. A los 7 años, fue enviado de su Erongarícuaro natal a la ciudad de Morelia, junto con otros tres, para perseguir una carrera musical.
A unos les tocó ir a la parroquia de San Francisco, pero Madrigal fue integrado al Coro de Infantes de la Catedral compuesto por doce niños. Estos doce infantes eran educados en la voz, solfeo y piano; además de recibir instrucción académica: gramática, matemática, etc. En ese momento, el Coro de los Infantes de la Catedral era dirigido por Felipe Aguilera Ruiz, destacado cantante reconocido por su papel de Petamuti en el Drama Sinfónico Tata Vasco, compuesto por el músico mexicano Miguel Bernal Jiménez. En dicho coro, Delfino estuvo hasta aproximadamente los catorce años (1938).
Con el cambio de voz, Madrigal regresa a Erongaríacuaro, pero cuatro años más tarde regresa a Morelia para continuar sus estudios en la Escuela Superior de Música Sagrada, bajo la dirección del Señor Canónigo Don José María Villaseñor, teniendo como profesores a Miguel Bernal Jiménez, Ignacio Mier Arriaga y Paulino Paredes Pérez. En 1946 se gradúa una Licencia Gregoriana avalada por la Escuela Pontificia de Música Sagrada de Roma. Es con esta formación que aprende a la modalidad gregoriana en su que utilizó, sobre todo, en su obra litúrgica.
Delfino Madrigal fue además, durante la década de los cuarenta, un reconocido jugador de fútbol, que se desempeñó dentro de la Liga del Morelia como defensa izquierda en el equipo del América. Esta actividad era común para los músicos y estudiantes de la Escuela Superior de Música Sacra de esos años. Madrigal fue director del Conservatorio de las Rosas entre 1948 a 1952; además fungió como docente impartiendo las materias de órgano, armonía, contrapunto y composición. 
En 1951 concluye otro magisterio en composición bajo la cátedra de Miguel Bernal Jiménez. El diploma tiene en cada esquina un personaje escogido por el propio Delfino: Johann Sebastian Bach, César Fracnk, Giovanni Pierluigi da Palestrina y San Gregorio Magno.
Hacia 1952 escribió la Suite Nupcial para su boda en el templo de las rosas con Juvencia Uribe Tremontels, bisnieta del arquitecto Adolphe André de Trémontels quien diseñó algunas zonas de la Condesa y el edificio de Correos de Morelia. De este matrimonio nacieron 9 hijos: Delfino, Felipe, Rocío, Lourdes, Eugenio, Rosa María, Alejandro, Miguel Ángel y Teresa.
Por las dificultades para obtener un magisterio en órgano en Morelia, se traslada a Guadalajara, donde obtiene este reconocimiento en 1963 por la Escuela Superior de Música Sagrada de Guadalajara, contando como maestros sinodales a Domingo Lobato, Hermilio Hernández y el presbítero Jesús Aréchiga.
Durante 8 años, Madrigal fue el organista en la parroquia de San Pedrito en la Ciudad de México. En 1961, por concurso de oposición gana el título de organista de la Catedral Metropolitana de la Ciudad de México, en la cual permaneció durante 15 años. Su actividad de concertista lo llevó a participar en Festivales Internacionales. En cuanto a su repertorio, éste incluye toda la obra de Johann Sebastian Bach y piezas de Dietrich Buxtehude, César Franck y Miguel Bernal Jiménez.
Algunos de estos conciertos han sido acompañados por sus hijos Rosa María, Eugenio, Miguel Ángel y Alejandro; así como por Teresita quien ha hecho las partes de soprano.
Ha impartido la cátedra en el Seminario Conciliar, en el Instituto de Música Sacra Cardenal Darío Miranda y en la Escuela de Música Sagrada de Religiosas. Para 1994 realiza una gira con sus hijos a Vancouver, Canadá y en 1998 a París, así como a La Canourgue y Mende.

### Composiciones

#### Música litúrgica
13 Misas, entre ellas su famosa Misa Mexicana, un Te Deum, 5 Ave María, y otros 7 Motetes Sacros; 10 Vísperas, 9 Misterios, 3 Responsorios; para la temporada navideña compuso 10 Cantos de Posadas. También, para la Revista de Cultura Sacro Musical a cargo de Miguel Bernal Jiménez y Marcelino Guisa, editó las siguientes piezas: María Mater, Ave Regina, Emperatriz Poderosa, Bajo Tu Manto, Panem Caelestum, Ave Maria Caelorum.

#### Obra para órgano
Sonata Modal, Toccata y la Marcha Nupcial; además de doce títulos entre corales, fugas y composiciones propias de la celebración eucarística.

#### Obra para piano
Una Suite y ocho piezas con diferentes formas: Sonata, Marcha Fúnebre, Romanza, Preludio, Estudio, entre otras. Cuenta con una grabación de estas obras en un LP grabado en 1986 por el Conservatorio de las Rosas y el Gobierno del Estado de Michoacán, a cargo del pianista Rodolfo Ponce Montero llamado: Música pianística.

#### Música para orquesta y coros
- Suite Pueblerina Tarasca[11] (Lago de Pátzcuaro) que comprende 32 números, cada uno de los cuales lleva el título de un pueblito de la región: Pátzucaro, Huecorio, Urandén, Tzenzenguaro, Sta. Ana Chapitiro, San Pedrito Pareo, Tócuaro, Jarácuaro,  Arócutin, Juia Nintani (coro), Uricho, Erongarícuaro, Napizaro, Puácuaro y danza de los inditos (coro),[12] Oponguio,[13] San Andrés Tziróndaro, San Jerónimo Purenchécuaro, Chupícuaro, Santa Fe, Tata Vasco de Quiroga, Patambicho, Tzintzuntzan, Ichupio, Tarerio, Ucazanaztacua, Cucuchucho, Ihuatzio, Tzurumútaro, Pacanda-El indito (coro),[14] Yunuén-La huarecita (coro),[15] Tecuenan y Janitzio.[16]
- 12 Canciones Románticas.

### Distinciones y homenajes
En mayo de 2005 se le rindió un Homenaje en Guanajuato, donde él participó tocando algunas de sus obras. Por su labor como investigador de la música purépecha,  fue ganador en 2011 del Premio Eréndira de las Artes que otorga el Gobierno del Estado de Michoacán.